# Hal (аниме)
«Хал» (яп. ハル хару) или «Робот Хал» (яп. 死神HAL) — полнометражный анимационный фильм, адаптация манги, выпущенная студиями Wit Studio и Production I.G совместно в 2013 году. Автором и режиссёром проекта выступил режиссёр Макихара Рётаро, известный по созданию аниме-сериала Guilty Crown. Сценаристом фильма выступит Идзуми Кисара. На Anime Expo 2013, Funimation заявила о том, что они приобрели права для показа фильма в Северной Америки.
Премьера полнометражного фильма в Японских кинотеатрах состоялась 8 июня 2013 года.

## Сюжет
Действие фильма разворачивается в технологически развитом обществе, в котором роботы могут быть запрограммированы вести себя как полноценный человек. Одного робота попросили заменить погибшего Хару для Куруми. Робот начинает чувствовать, однако лишается андроида по вине бывшего друга.

## Персонажи
- Хару — главный герой фильма. После авиакатастрофы, в которой погибает его возлюбленная, Куруми, Хару перестаёт реагировать на окружающий мир и начинает считать, что он робот. Для того чтобы вытащить Хару из этого состояния, дедушка Куруми соглашается провести робототерапию. Хару начинает «новую жизнь» в качестве робота, так же ему внушают, что погиб он, а не Куруми, и теперь именно Куруми нуждается в поддержке и помощи. Хару отправляется в дом Куруми, где в дальнейшем узнаёт, каким он был человеком для неё. На фестивале он встречает своего старого знакомого — Рю. Рю, пояснив, что ему нужны деньги, изъявил желанием продать Куруми, но Хару и Куруми убегают. Уже скрывшись от преследователей, они идут рядом со старым домом, у которого проваливается пол. Куруми падает в реку и теряет сознание, Хару же бросается к ней. Спустившись, Хару обнаруживет, что их всё-таки поймали. Рю избивает Хару, и в какой-то момент Хару осознаёт, что является обычным человеком, и умерла именно Куруми, а не он. В истерике он пытается вырваться из рук Рю, чтобы дотянуться до Куруми, на руке которой уже содрана кожа, а из раны торчат провода. Хару удаётся вырваться, он бросается к андроиду Куруми и те падают в реку. Андроид Куруми тонет, а сам Хару всплывает с верёвкой на шее (до этого она была на Куруми). Рю в слезах просит Хару продолжать жить дальше и отстаёт от него.

Сэйю — Ёсимаса Хосоя
- Куруми — главная героиня фильма. Андроид, помогающий Хару вместо его любимой. Копия настоящей девушки, которая погибла в авиакатастрофе.

Сэйю — Ёко Хикаса

## Саундтрек
Музыкальные партии к фильму написал талантливый композитор Митиру Осима. В 2004 году Митиру Осима написала музыку к комедийному и романтическому аниме «Горничные Ханаукё: Истина», вышедшему в 2004 году, а также к аниме-сериалу «Волшебная сцена модницы Лалы» в 1998 году.

## Создатели
- Режиссёр: Рётаро Макихара
- Автор сценария: Идзуми Кидзара
- Композитор: Митиру Осима
- Аниматор: Ацуко Надзаки, Хиротака Като, Хитоми Хасэгава,
- Режиссёр анимации: Кацухико Китада
- Монтаж: Ая Хида
- Звукорежиссёр: Сёдзи Хата
- Оператор: Кодзи Танака
- Исполнители: Неизвестно
- Художник: Такэда Юсукэ, Сиодзава Ёсинори
- Дизайн персонажей: Кацухико Китада, Сакисака Ио, Хитоми Хасэгава
- Аниматоры: Кацухико Китада, Хитоми Хасэгава
- Разработка фонов: Ацуко Нодзаки, Ямамото Юко, Като Хиротака